# フェリーチェ・オルシーニ

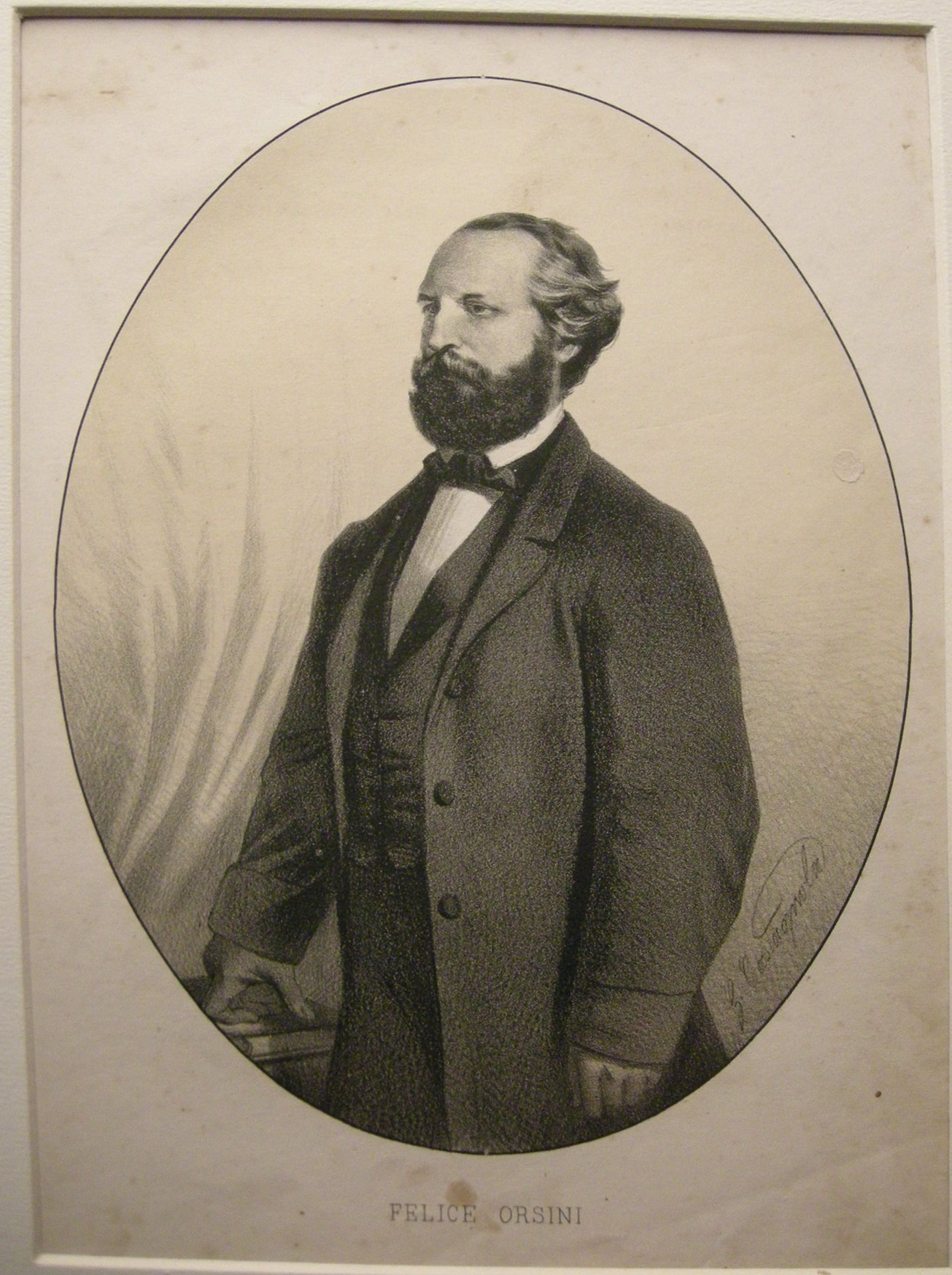
フェリーチェ・オルシーニ

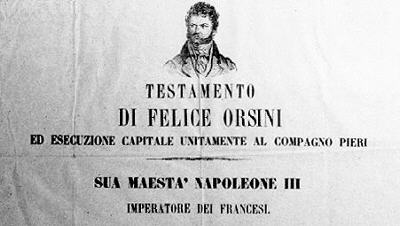
フェリーチェ・オルシーニ

フェリーチェ・オルシーニ（Felice Orsini, 1819年 - 1858年3月13日）は、イタリアの貴族(伯爵)。カルボナリ党の活動家。1858年に発生したナポレオン3世暗殺未遂事件(en)の主犯。

## 概略
教皇領のメルドラ（現エミリア＝ロマーニャ州）で貴族の家庭に生まれ、カルナボリ党に入党する。仲間だったナポレオン3世が皇帝に即位してからは、イタリア問題に冷淡であることに義憤を感じ、暗殺することで世間に訴えようとした。4人の同志とともに計画したが、1人は決行直前に逮捕されたため、3人で1858年1月14日夜8時、パリのオペラ座正面に止まろうとした皇帝夫妻の馬車に3発の爆弾を投げ込んだ。衝撃でガス燈は消え、あたりは真っ暗になり、民衆はパニックになった。皇帝夫妻は軽傷だったが、死者18人、負傷者150人の大惨事になった。翌日、一味は全員逮捕された。
オルシーニは投獄されると獄中で考えを改め、ナポレオン3世こそはイタリアの救世主だと主張するようになった。裁判が始まると毅然とした態度をとり、皇帝にイタリア統一への協力を訴えた。オルシーニらは世間の同情を集め、皇帝夫妻からも助命嘆願されたが、3月13日に全員断頭台により処刑された。しかし、この一件によりフランスは積極的にイタリア統一に協力するようになる。